# Oleg Popov
Oleg Popov (en rus: Оле́г Константи́нович Попо́в; Virubovo (Moscou), 31 de juliol de 1930 - Rostov del Don, 2 de novembre de 2016) fou un pallasso rus conegut amb el nom del Pallasso del Sol. Durant anys va ser una de les estrelles del circ de l'antiga Unió Soviètica.

## Biografia
Va néixer el 31 de juliol de 1931 en un petit poble del districte Kúntsevo de la regió de Moscou, Virubovo. Posteriorment juntament amb la seva família es van traslladar a Obiràlovka, on vivien els seus avis. A continuació van anar a viure a Moscou a la zona de l'estadi del Dinamo. El seu pare, rellotger, bevia molt i el 1941 el va tancar a la presó. un rellotger. La seva mare es va tornar a casar es va canviar el cognom.
Durant el transcurs de la II Guerra Mundial, l'any 1943 va començar a treballar com aprenent de tipografia del diari 'Pravda'. El 1944 va assistir a l'Escola Estatal d'Arts del Circ de Moscou, de la qual es va graduar el 1950 en l'especialitat d'equilibrista sobre el fil ferro. El seu debut al circ a Tbilisi, on va treballar com a comediant equilibrista. Al 1951 torna a Moscou i treballa com a pallasso de cobertura, la seva missió era sortir entre altres actuacions per omplir les pauses mentre es canviava l'escenari. Allí, va conèixer a Mikhaïl Rumiàntsev, conegut com a pallasso Karandaix ("Llapis" en català), on li va fer d'ajudant.
Durant una gira per Saràtov, l'any 1954, el pallasso Pàvel Borovikov es trenca una costella i es obligat a substituir-lo, improvisant una actuació còmica amb utensilis de cuina. Aquest número va tenir molt d'èxit i va tornar a Moscou com una estrella famosa. En aquells anys es va convertir en un mestre de les improvisacions i les parodies d'altres artistes del circ. El seu personatge portava uns pantalons amples de ratlles, una estranya gorra de quadres blanc i negres amb una margarita i el nas pintat de vermell a més tenia una mata de cabells de color de palla. El número de circ que li va donar el nom de Pallasso del Sol era una pantomima trista en el qual es feia amic d'un raig de sol.
Poc després es va convertir en el pallasso estrella del Circ Estatal Rus. Al 1955 va fer començar a realitzar gires amb el circ pel món occidental que el va portar a viatjar a París, Londres, Estats Units, Japó, Corea del Sud, Austràlia o Canadà. Al 1960 coneix a Venècia al seu ídol, el famós artista nord americà Charles Chaplin, conegut com a Xarlot.
El 1990 va enviudar de la seva dona Alexandra, violinista de l'orquestra del circ, amb la qual va tenir una filla anomenada Olga. L'any 1991, amb la desintegració de la Unió Soviètica, Oleg va marxar del país per anar a viure a la ciutat bavaresa d'Egloffstein. En aquesta localitat va conèixer la que seria la seva segona dona Gabriela Lehmann, també artista de circ.
Oleg va tornar a actuar a Rússia després de 25 anys d'abandonar el país al participar en l'espectacle 'Que sempre sigui sol' en el reconstruït Circ Ciniselli de Sant Petersburg que dirigia Slava Polunin. I l'any 2015 va tornar un altre cop al seu país a presentar l'espectacle 'Tant de bo sempre hi hagi sol!' en el qual estava actuant quan se li va parar el cor a la ciutat de Rostov del Don.
"Adéu, amic meu, mestre de tots nosaltres... el meu cor està ple de tristesa" va escriure a twitter el pallasso italià David Larible en conèixer la notícia de la seva mort.

## Premis i reconeixements
- 1969 Artista del Poble de la Unió Soviètica.
- 1971 Rei de Moomba al Festival Moomba de Melbourne (Austràlia).
- 1980 Orde de Lenin.
- 1981 Clown d'Or en el VIII Festival Internacional de Montecarlo.[6]
- 1994 Orde de l'Amistat.
- 2010 Diploma Honorari del President de la Federació Russa. Pels seus mèrits en el desenvolupament de les arts del circ.[7]
- 2015 Rep la Distinció de Llegenda del Circ en la ciutat de Sotxi.[8]